# Anita Lizana

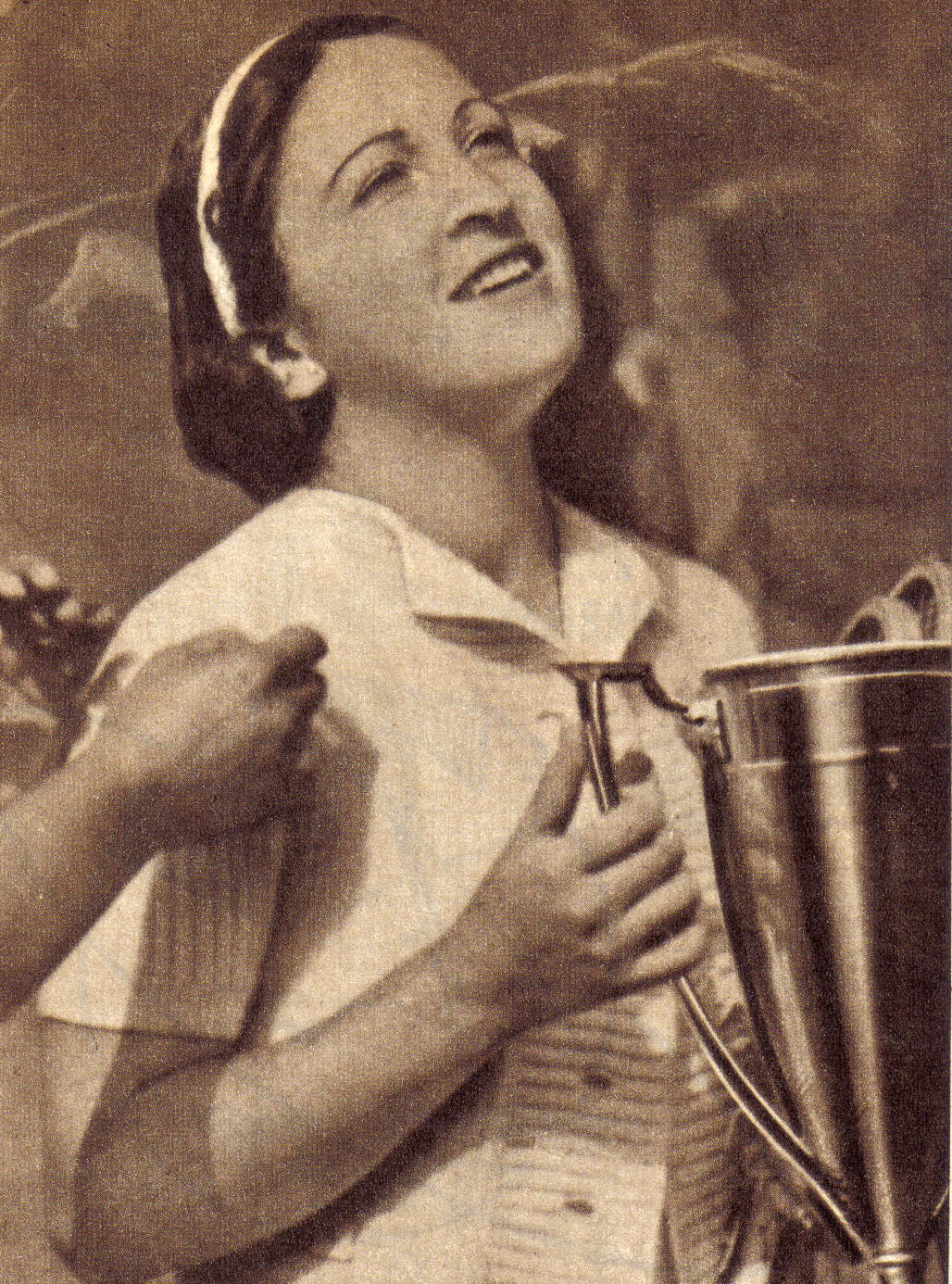

Anita Lizana, gift Ellis, född 19 november 1915, Santiago, Chile, död 21 augusti 1994, var en chilensk högerhänt tennisspelare. Anita Lizana var den första kvinnliga tennisspelaren från Latinamerika som nådde världsklass, men tillhörde också de spelare som fick stora delar av tenniskarriär stäckt av andra världskriget. År 1937 rankades hon som världsetta bland amatörer.

## Biografi
Anita Lizana var dotter till en chilensk tennisspelare och tränare. Hon och hennes fem syskon fick tidigt prova på att spela tennis. Redan vid elva års ålder spelade hon sin första turnering vid 11 års ålder och 1935, hon var då 20 år gammal, reste hon till Europa och USA för att träna och tävla och nådde stora framgångar. 
År 1936 nådde hon kvartsfinal i Grand Slam-turneringen Wimbledonmästerskapen. Hon upprepade bedriften året därpå. Samma säsong, 1937, nådde hon finalen i Amerikanska mästerskapen. I den matchen, som spelades den 11 september, mötte hon den polska spelaren Jadwiga Jedrzejowska, som hon besegrade med 6-4, 6-2.
Under andra världskriget spelade Lizana inga internationella turneringar, men spelade åter i Wimbledon 1946. Under sin karriär vann Lizana 17 singeltitlar och 7 dubbeltitlar, varav 5 i mixed dubbel.
Hon var alltid något av publikfavorit varhelst hon uppträdde. Det sägs att hon var särskilt skicklig att slå otagbara stoppbollar. 
Anita Lizana gifte sig 1938 med den skotske tennisspelaren Ronald Ellis från Dundee. Hon bodde därefter som gift i Skottland, där hon också är begravd.

## Grand Slam-titlar
- Amerikanska mästerskapen
  - Singel - 1937